# Joyce Lussu
Joyce Salvadori (Florencia, 8 de mayo de 1912 - Roma, 4 de noviembre de 1998), más conocida por su nombre de casada Joyce Lussu, fue una escritora y traductora italiana, integrante de la Resistencia durante la Segunda Guerra Mundial. En particular es conocida por sus traducciones del gran poeta turco, Nazim Hikmet.

## Biografía
Nacida en Florencia como Gioconda Beatrice Salvadori Paleotti, de padres de la región de las Marcas de orígenes ingleses. Su padre, Guglielmo Salvadori Paleotti, era un filósofo positivista, anglófilo y aristócrata. Por sus ideologías  adversas al fascismo italiano la familia se mudó a Suiza en 1924. Entre 1930 y 1932 estudió filosofía en Heidelberg, pero el auge del nazismo le obligó a abandonar los estudios. Joyce fue educada según los principios de Rudolf Steiner en Alemania, Francia y Portugal antes de estudiar literatura en Sorbonne y filología en Lisboa. 
Sus viajes a África durante los años 1933-1938 dieron origen a compromisos ecologistas; políticamente era de izquierdas y se convirtió en miembro de la organización antifascista Giustizia e Libertà. En 1938 conoció a Emilio Lussu, quien sería su compañero y marido hasta su muerte en 1975. Juntos, participaron en la Resistencia, por la cual recibió la medalla de plata por su valor militar. 
Su carrera literaria, impulsada por Benedetto Croce, empezó en 1939 con el volumen Liriche. En Fronti e frontiere relató la lucha en la que ella y Emilio Lussu se habían comprometido durante la Resistencia. Sherlock Holmes, anarchici e siluri, una pieza de Holmesian apocrypha, el cual  publicó en 1986, también deberían ser mencionados. Joyce también era traductora, sobre todo, de literatura de vanguardia de Asia y África. 
Joyce Lussu murió en Roma, el 4 de noviembre de 1998, a la edad de 86 años.

## Traducciones
Joyce Lussu se centró en la traducción de poesía proveniente de sociedades y culturas ignoradas en la circulación literaria tradicional. Cuando no conocía la lengua del texto de partida, utilizaba su conocimiento de inglés, francés y alemán para acceder a textos paralelos y trabajaba en colaboración con el autor de la obra. Este fue el caso de sus traducciones del poeta turco Nazim Hikmet. Lussu y Hikmet se conocieron en Estocolmo en 1958 y coincidieron en visión política y literaria. Lussu no hablaba turco, con lo que Hikmet traducía y explicaba en francés sus versos, que Lussu reescribía en italiano.
Además de a Hikmet Lussu tradujo a Kaoberdiano Dambarà, Marcelino dos Santos, Agostinho Neto, Alexander O’Neill,  José Craveirinha, Nazim Hikmet y Ho Chi Minh, entre otros.

## Obras

### Libros
- Padre, patrón, padrenuestro. Ed. Anagrama. Barcelona 1979.
- Tradurre Poesia.
- Alba Rossa, con Emilio Lussu.
- Il libro delle Streghe.
- 1989. Inventario delle cose certe. Poesia.
- 1988. Portrait.

### Traducciones
- 1961. Nazim Hikmet. La conga con Fidel. Milan: Edizioni Avanti.
- 1961. Nazim Hikmet. In quest’anno. Milan: Edizioni Avanti;
- 1962. Con gli occhi asciutti. Edizione Il Saggiatore. (Poemas de Agostinho Neto)
- 1963. Nazim Hikmet. Canti esquimesi. Milan: Edizioni Avanti!;
- 1963. HoChi-Min. Diario dal carcere, Rome: ITER;
- 1968. Tre poeti dell’Albania di oggi: Migjeni Siligi Kadare, Rome: Lerici;
- 1977. La Poesia degli albanesi, Turin: ERI;
- 1992 Nazim Hikmet. Paesaggi umani, Rome: Fahrenheit 451;
- 1993. Nazim Hikmet. Poesie d’amore, Milan: Mondadori.